# Municipio de Keystone (Dakota del Norte)
El municipio de Keystone (en inglés: Keystone Township) es un municipio ubicado en el condado de Dickey en el estado estadounidense de Dakota del Norte. En el año 2010 tenía una población de 44 habitantes y una densidad poblacional de 0,47 personas por km².

## Geografía
El municipio de Keystone se encuentra ubicado en las coordenadas 46°9′18″N 98°34′0″O / 46.15500, -98.56667. Según la Oficina del Censo de los Estados Unidos, el municipio tiene una superficie total de 92.96 km², de la cual 92,96 km² corresponden a tierra firme y (0 %) 0 km² es agua.

## Demografía
Según el censo de 2010, había 44 personas residiendo en el municipio de Keystone. La densidad de población era de 0,47 hab./km². De los 44 habitantes, el municipio de Keystone estaba compuesto por el 100 % blancos. Del total de la población el 0 % eran hispanos o latinos de cualquier raza.